# تفجيرات بغداد كانون الأول 2009
تفجيرات بغداد كانون الأول 2009 (بالإنجليزية: December 2009 Baghdad bombings)‏ وهي عبارة عن هجمات في بغداد بالعراق أسفرت عن مقتل 127 شخصًا على الأقل وإصابة 448 آخرين على الأقل. وقد تم إدانة الهجمات دوليًا باعتبارها أعمالًا إرهابية أشارت أحزاب المعارضة في السياسة العراقية إلى أن الهجمات تمت بمساعدة الفساد داخل قوات الأمن العراقية وأن رئيس الوزراء العراقي نوري المالكي كان غير كفوء في إدارة الحادث.

## الهجوم
وقع الهجوم في صباح يوم 8 ديسمبر / كانون الأول 2009، حوالي الساعة 10:30 صباحًا. أبلغ السكان المحليون عن وقوع انفجار واحد بعد الساعة 10:00 مباشرة أعقبه بعد حوالي نصف ساعة أربعة انفجارات أخرى في تتابع سريع. بحلول منتصف بعد الظهر، أبلغ المسؤولون عن خمسة انفجارات في المنطقة. يُعتقد أن أربع هجمات على الأقل تم تنسيقها. واستهدفت أولى التفجيرات دورية للشرطة في الدورة. أدى هذا الهجوم أيضًا إلى إصابة العديد من الأشخاص في كلية قريبة. يُعتقد أن التفجيرات الأربعة التالية استهدفت المباني الحكومية وتم تفجيرها بواسطة انتحاريين. وقد أعلنت دولة العراق الإسلامية مسؤوليتها عن هذه الهجمات الأربع؛ ولم يتضح ما إذا كان الهجوم في الدورة مرتبطا بهم. تم العثور على سيارات محترقة، يعتقد أنها استخدمت في التفجيرات، خارج وزارات المالية والخارجية والعدل.

## الجناة
تبنت دولة العراق الإسلامية - وهي مجموعة شاملة حول 'القاعدة في العراق' - في 10 كانون الأول (ديسمبر)، الهجوم، قائلةً إنه "استهدف مقرات الشر، وأعشاش اللا إيمان قائمة الأهداف لن تنتهي وأنهم مصممون على اقتلاع أركان الحكومة من جذورها.

## ما بعد الكارثة
إن الهجمات وقعت في تتابع سريع، لم يكن بوسع قوات الأمن فعل أي شيء لوقفها أو تقليص الضرر. ومع ذلك، أشار قادة أحزاب المعارضة العراقية إلى أن الهجمات كانت نتيجة خطأ ضباط الأمن الفاسدين واتهموا رئيس الوزراء العراقي المالكي بعدم التمكن من إدارة الحادث. انتقد العقيد أحمد خليفة من الجيش العراقي الحراس عند نقاط التفتيش، قائلاً: «من الواضح أن الخطأ هو الإهمال والكسل».
كما كان التدخل السياسي في قوات الأمن العراقية سبباً في الفشل الأمني.
لم تشعر القوات الأمنية العراقية بقدرتها على التعامل مع تداعيات الهجوم بمفردها وطلبت المساعدة من القوات الأمريكية التي ساعدتها في أعمال الطب الشرعي وإدارة الحشود. كما قامت القوات الأمريكية بنقل الناجين جوًا إلى المستشفيات. قبل القصف، تمكنت القوات العراقية من التعامل مع مثل هذه الحوادث بنفسها إلى حد كبير. وفي حديثه عن المساعدة الأخيرة، علق أحد أعضاء مجلس المحافظة «الأمريكيون أصدقاء وفي المواقف الصعبة يأتون لمساعدتنا». في اليوم التالي للهجوم، أقال رئيس الوزراء العراقي رئيس أمن بغداد بسبب الإخفاقات الأمنية المزعومة أثناء التفجيرات.